# Montreal Lake, Ontario
Montreal Lake är en sjö i Kanada.   Den ligger i distriktet Sudbury och provinsen Ontario, i den sydöstra delen av landet, 600 km väster om huvudstaden Ottawa. Montreal Lake ligger 446 meter över havet. Arean är 0,68 kvadratkilometer. Den ligger vid sjön Nagasin Lake. Den sträcker sig 1,6 kilometer i nord-sydlig riktning, och 0,9 kilometer i öst-västlig riktning.
I omgivningarna runt Montreal Lake växer i huvudsak blandskog. Trakten runt Montreal Lake är nära nog obefolkad, med mindre än två invånare per kvadratkilometer.